# Grand Prix Formule 1 van Italië 1992
De Grand Prix Formule 1 van Italië 1992 werd gehouden op 13 september 1992 op Monza.

## Uitslag
| Positie | Nummer | Rijder               | Team                | Ronden | Tijd/Opgave         | Startplaats | Punten |
| ------- | ------ | -------------------- | ------------------- | ------ | ------------------- | ----------- | ------ |
| 1       | 1      | Ayrton Senna         | McLaren-Honda       | 53     | 1:18:15.349         | 2           | 10     |
| 2       | 20     | Martin Brundle       | Benetton-Ford       | 53     | + 17.050            | 9           | 6      |
| 3       | 19     | Michael Schumacher   | Benetton-Ford       | 53     | + 24.373            | 6           | 4      |
| 4       | 2      | Gerhard Berger       | McLaren-Honda       | 53     | + 1:25.490          | 5           | 3      |
| 5       | 6      | Riccardo Patrese     | Williams-Renault    | 53     | + 1:33.158          | 4           | 2      |
| 6       | 4      | Andrea de Cesaris    | Tyrrell-Ilmor       | 52     | + 1 Ronde           | 21          | 1      |
| 7       | 9      | Michele Alboreto     | Arrows-Mugen-Honda  | 52     | + 1 Ronde           | 16          |        |
| 8       | 22     | Pierluigi Martini    | Dallara-Ferrari     | 52     | + 1 Ronde           | 22          |        |
| 9       | 30     | Ukyo Katayama        | Venturi-Lamborghini | 50     | Transmissie         | 23          |        |
| 10      | 16     | Karl Wendlinger      | March-Ilmor         | 50     | + 3 Rondes          | 17          |        |
| 11      | 21     | Jyrki Järvilehto     | Dallara-Ferrari     | 47     | Motor               | 14          |        |
| DNF     | 33     | Mauricio Gugelmin    | Jordan-Yamaha       | 46     | Transmissie         | 26          |        |
| DNF     | 5      | Nigel Mansell        | Williams-Renault    | 41     | Elektrisch probleem | 1           |        |
| DNF     | 25     | Thierry Boutsen      | Ligier-Renault      | 41     | Gaspedaal           | 8           |        |
| DNF     | 26     | Érik Comas           | Ligier-Renault      | 35     | Spin                | 15          |        |
| DNF     | 15     | Gabriele Tarquini    | Fondmetal-Ford      | 30     | Versnellingsbak     | 20          |        |
| DNF     | 3      | Olivier Grouillard   | Tyrrell-Ilmor       | 26     | Motor               | 18          |        |
| DNF     | 12     | Johnny Herbert       | Lotus-Ford          | 18     | Motor               | 13          |        |
| DNF     | 17     | Emanuele Naspetti    | March-Ilmor         | 17     | Motor               | 24          |        |
| DNF     | 27     | Jean Alesi           | Ferrari             | 12     | Benzinesysteem      | 3           |        |
| DNF     | 28     | Ivan Capelli         | Ferrari             | 12     | Elektrisch probleem | 7           |        |
| DNF     | 24     | Gianni Morbidelli    | Minardi-Lamborghini | 12     | Motor               | 12          |        |
| DNF     | 29     | Bertrand Gachot      | Venturi-Lamborghini | 11     | Motor               | 10          |        |
| DNF     | 11     | Mika Häkkinen        | Lotus-Ford          | 5      | Motor               | 11          |        |
| DNF     | 10     | Aguri Suzuki         | Arrows-Mugen-Honda  | 2      | Ophanging           | 19          |        |
| DNF     | 14     | Eric van de Poele    | Fondmetal-Ford      | 0      | Koppeling           | 25          |        |
| DNQ     | 23     | Christian Fittipaldi | Minardi-Lamborghini |        |                     |             |        |
| DNQ     | 32     | Stefano Modena       | Jordan-Yamaha       |        |                     |             |        |

## Wetenswaardigheden
- Andrea Moda mochten niet starten omdat ze de sport in diskrediet brachten.
- Fondmetal stopte met de sport na deze race.
- Riccardo Patrese leidde aan het eind van de race, maar moest opgeven met versnellingsbakproblemen.
- Nigel Mansell maakte zijn afscheid van de sport bekend na de geruchten dat Williams Alain Prost had getekend.

## Statistieken
| Pole-position | Nigel Mansell | Williams-Renault | 1:22.221 |
| Snelste ronde | Nigel Mansell | Williams-Renault | 1:26.119 |

1921 · 1922 · 1923 · 1924 · 1925 · 1926 · 1927 · 1928 · 1931 · 1932 · 1933 · 1934 · 1935 · 1936 · 1937 · 1938 · 1947 · 1948 · 1949 · 1950 · 1951 · 1952 · 1953 · 1954 · 1955 · 1956 · 1957 · 1958 · 1959 · 1960 · 1961 · 1962 · 1963 · 1964 · 1965 · 1966 · 1967 · 1968 · 1969 · 1970 · 1971 · 1972 · 1973 · 1974 · 1975 · 1976 · 1977 · 1978 · 1979 · 1980 · 1981 · 1982 · 1983 · 1984 · 1985 · 1986 · 1987 · 1988 · 1989 · 1990 · 1991 · 1992 · 1993 · 1994 · 1995 · 1996 · 1997 · 1998 · 1999 · 2000 · 2001 · 2002 · 2003 · 2004 · 2005 · 2006 · 2007 · 2008 · 2009 · 2010 · 2011 · 2012 · 2013 · 2014 · 2015 · 2016 · 2017 · 2018 · 2019 · 2020 · 2021 · 2022 · 2023 · 2024 · 2025